# Коларж, Ондржей (футболист)
О́ндржей Ко́ларж (чеш. Ondřej Kolář; родился 17 октября 1994 года, Либерец, Чехословакия) — чешский футболист, вратарь клуба «Славия».

## Клубная карьера
Коларж — воспитанник клуба «Слован» из своего родного города. В 2013 году для получения игровой практики Ондржей на правах аренды перешёл в «Варнсдорф». 4 мая в матче против «Влашима» он дебютировал во Второй лиге Чехии. После окончания аренды Коларж вернулся в «Слован». 31 мая 2014 года в матче против «Сигмы» он дебютировал в Гамбринус лиге. В 2015 году после возвращения в «Слован» Коларж помог клубу завоевать Кубок Чехии. В 2016 году из-за отсутствия регулярной практики Орнджей вновь отправился в аренду в «Варнсдорф».
В начале 2018 года Орнджей перешёл в столичную «Славию». Сумма трансфера составила 1 млн евро, это стало самым дорогим подписанием вратаря в истории чешской лиги. 17 февраля в матче против «Высочины» он дебютировал за новый клуб. В том же году Коларж во второй раз выиграл Кубок Чехии. Летом контракт с ним был продлён до 2022 года. 29 августа 2020 года в поединке против «Пршибрама» Ондржей забил гол в карьере, реализовав пенальти.

## Карьера в сборной
В 2011 году в составе юношеской сборной Чехии Коларж принял участие в юношеском чемпионате мира в Мексике. На турнире он был запасным и на поле не вышел.
17 ноября 2019 года в отборочном матче чемпионата Европы 2020 года против сборной Болгарии Коларж дебютировал за сборную Чехии.

## Статистика выступлений за сборную
| Матчи за сборную Чехии | Матчи за сборную Чехии | Матчи за сборную Чехии | Матчи за сборную Чехии | Матчи за сборную Чехии | Матчи за сборную Чехии  | Матчи за сборную Чехии |
| ---------------------- | ---------------------- | ---------------------- | ---------------------- | ---------------------- | ----------------------- | ---------------------- |
| №                      | Дата                   | Оппонент               | Счёт                   | Голы                   | Соревнование            |                        |
| 1                      | 17 ноября 2019         | Болгария               | 0:1                    | -1                     | Отборочный матч ЧЕ-2020 |                        |

## Достижения
«Слован» (Либерец)
- Обладатель Кубка Чехии: 2014/15

«Славия» (Прага)
- Чемпион Чехии (3): 2018/19, 2019/20, 2020/21
- Обладатель Кубка Чехии (2): 2017/18, 2018/19